# Arnhemsche Machinefabriek
Arnhemse Machine Fabriek en ijzergieterij G.A. Alsche & Co. was een producent van stationaire motoren uit Arnhem.
De onderneming dateert van 1883, toen J Kuhn een kleine machinewerkplaats in Arnhem oprichtte. Deze werd in 1886 overgenomen door C F P Alsche, de latere naamgever, George Adriaan Alsche, kreeg in 1887, 21 jaar oud, handlichting voor het drijven van een machinefabriek. Zijn vader, C F P, was de stille vennoot en financier. In 1889 werd een ijzergieterij aan het bedrijf verbonden. In 1892 kwam het bedrijf voor het eerst in de publiciteit met een gasmotor, rond 1895 volgden petroleummotoren. Naast deze stationaire motoren voor de industrie en spoorwegen leverde Alsche ook maalinrichtingen voor molens. In 1899 werd de onderneming omgezet in een nv machine- en motorenfabriek Gelria met Jan Brouwer als technicus en Paul Jacques van den Berg van Saparoea als directeur. Gelria ging vanaf circa 1905 verder als technisch bureau en importmaatschappij.
Het bedrijf was in de periode 1897 tot 1900 ook actief als fabrikant van vermoedelijk vrachtwagens. Er zijn minimaal twee auto's gebouwd. De oudst bekende (registratienummer 19) was voorzien van een eigen stationaire motor, de laatst bekende (geregistreerd onder nummer 156) was voorzien van een Benz motor.
Akkermans · 
Altena · 
Anderheggen · 
Antilope · 
Arnhemsche Machinefabriek  · 
Ataf-Porata · 
Autolette · 
Bambino · 
Belcar · 
Bermuda Buggy · 
BGF · 
Boro · 
Bij 't Vuur · 
Carver · 
Citeria · 
CoTuRa · 
DAF · 
Entrop · 
EWB · 
Eysink · 
Gatso · 
Gazelle ·
Gelria ·
Groninger Motorrijtuigen Fabriek · 
Gruno · 
H.A.M. · Havas · 
Hinde ·
Konings · 
Max · 
Neerlandia · 
Netam ·
Omnia · 
Rizovari · 
Ruiter ·
Ruska · 
Simplex ·
Spyker ·
Story ·
V.L.A.M.